# ハロー・リトル・ガール
「ハロー・リトル・ガール」（Hello Little Girl）は、ジョン・レノンが初めて作曲した楽曲である。作曲者のクレジットにはポール・マッカートニーとの共同名義であるレノン＝マッカートニーが使用されている。 1957年に書かれた本作は、1962年に行われたビートルズのデッカ・レコードでのオーディションで演奏され、当時の演奏は1995年に発売された『ザ・ビートルズ・アンソロジー1』に収録された。
1963年にザ・フォーモストやジェリー&ザ・ペースメイカーズらによって録音され、ザ・フォーモストによるシングル盤は全英シングルチャートで最高位9位を記録した。

## 背景・曲の構成
ジョン・レノンは、ポール・マッカートニーが「アイ・ロスト・マイ・リトル・ガール」を作曲したのと同じ1957年の末ごろに「ハロー・リトル・ガール」を作曲した。この楽曲はレノンが初めて書いた楽曲とされているが、ビートルズの歴史家であるマーク・ルイソンは、本作を「レノンが書いた3作目の曲（最初であることに固執している）」と説明している。本作についてレノンは、1980年の『プレイボーイ』誌のインタビューで「1930年代か1940年代の楽曲のパロディ。母がよく歌ってた古い歌をヒントに作ったんだと思う」と語っている 。ルイソンは、本作についてザ・クリケッツおよびバディ・ホリーからの影響を指摘している。音楽学者のウォルター・エヴェレットも、本作についてホリーの特徴を強くつかんでいると述べている。とくに、「ハロー・リトル・ガール」はレノンがリード・ボーカルを務め、マッカートニーがディスカントを歌うという、ビートルズがホリーのダブルトラックによるボーカル・パートを再現した初の楽曲となっていて、以降ほとんどの楽曲でこのアレンジが採用された。
本作は1960年から1962年までの間に大きく曲の構成が変更されており、エヴェレットはマッカートニーとジョージ・ハリスンによるバッキング・ボーカルを加えるために行われた可能性を示している。後のバージョンには、「ツイスト・アンド・シャウト」や「抱きしめたい」のように三連符が用いられている。

## レコーディング・リリース
「ハロー・リトル・ガール」のレコーディングについて知られているうちで最古の例は、1960年の演奏となっている。このレコーディングでは、レノンのリード・ボーカルとヘフナー・クラブ40で弾いたギターのパートを主体とし、マッカートニーはハーモニー・ボーカルを歌ったほか、フラマスのアコースティック・ギターを演奏した。レコーディングには、ハリスンと当時のベーシストであるスチュアート・サトクリフも参加している。この当時の音源は公式発売はされていないが、海賊盤で流通している。
ビートルズは、1962年1月1日のデッカ・レコードのオーディションに向けて、本作のレコーディングを行った。ルイソンは、この時のハリスンのギターの演奏について、他の楽曲での演奏と比較して「標準以下」と述べている。ピート・ベストは、セクションとセクションの間にスネアロールを加えている。ルイソンは、本作を同日のセッションにおいてうまくいった数少ない楽曲の1つとし、主にレノンとマッカートニーのツインボーカルのおかげであると述べている。
2月8日、ビートルズは、ラジオ番組のプロデューサーであるピーター・ピルビームのオーディションによるオーディションで、「ハロー・リトル・ガール」を含む4曲を演奏した。この時のテープは保管されていない。ピルビームは、「ハロー・リトル・ガール」に対する短評として「マッカートニー NO」「レノン YES」と記した。その後3月7日にピルビームが手がけるBBCラジオの番組のためにプレイハウス・シアターでレコーディングを行った。この時に本作を含む4曲が録音されたが、本作のみ放送されなかった。
2月13日、マネージャーのブライアン・エプスタインがジョージ・マーティンを訪ね、デッカ・レコードのオーディションで録音した「ハロー・リトル・ガール」と「ティル・ゼア・ウォズ・ユー」を収録したアセテート盤を渡した。エプスタインは、アセテート盤にペンでA面に「Hullo Little Girl by John Lennon & The Beatles」、B面に「Til There Was You by Paul McCartney & The Beatles」と記した。エプスタインは、1964年に出版した自伝の中でマーティンが「ハロー・リトル・ガール」と「ティル・ゼア・ウォズ・ユー」を気に入っていて、とりわけハリスンのギターを気に入っていたことを書いている。
1995年11月21日に『ザ・ビートルズ・アンソロジー1』が発売され、「ハロー・リトル・ガール」を含むデッカ・レコードのオーディションのために録音された楽曲が収録された。この翌年には「ハロー・リトル・ガール」と「ライク・ドリーマーズ・ドゥ」を収録したアセテート盤が、£4,000（2023年時点の£9,500と同等）で販売された。
2016年3月22日にウォリントンで行われたオメガ・オークションで、元ジェリー&ザ・ペースメイカーズのレス・マクワイアが所有していたアセテート盤が出品され、£77,500で落札された。

## クレジット
※出典（特記を除く）
デモ音源（1960年）
- ジョン・レノン - ボーカル、ギター
- ポール・マッカートニー - ギター、バッキング・ボーカル
- ジョージ・ハリスン - ギター
- スチュアート・サトクリフ - ベース

デッカ・レコードのオーディション（1962年）
- ジョン・レノン - ボーカル、ギター
- ポール・マッカートニー - ボーカル、ベース
- ジョージ・ハリスン - ギター、バッキング・ボーカル
- ピート・ベスト - ドラム

## ザ・フォーモストによる演奏
1963年7月3日、ザ・フォーモストがEMIレコーディング・スタジオで「ハロー・リトル・ガール」のレコーディングを行った。同年8月30日にデビュー・シングルとして発売され、B面には「ジャスト・イン・ケース」が収録された。全英シングルチャートには17週にわたってチャートインし、7週目に最高位9位を記録した。1965年に発売されたアルバム『ファースト・アンド・フォアモスト』には未収録となった。
1979年に発売されたコンピレーション・アルバム『ザ・ソング・オブ・レノン&マッカートニー』に収録され、2016年に発売された『ファースト・アンド・フォアモスト +18』には、本作を含むアルバム未収録曲などが追加収録された。

## 他のアーティストによるカバーや文化的影響
ザ・フォーモストと同年に、ジェリー&ザ・ペースメイカーズのカバー・バージョンをレコーディングした。このカバー・バージョンは、1991年に発売されたコンピレーション・アルバム『EMI Legend of Rock'n Roll Series:The Best Of Gerry And The Pacemakers-The Definitive Collection』に収録されるまで、未発表のままとなっていた。 
1966年にフランスの歌手シェイラが歌ったフランス語バージョン「ハロー・プティト・フィーユ -こんにちわマドモアゼル-」が日本発売されラジオの洋楽チャートで人気となり、中尾ミエによる孫カバー「ハロー・プティット・フィーユ 〜こんにちはマドモアゼル〜」も発売された。
2009年に公開されたジョン・レノンの伝記映画『ノーウェアボーイ ひとりぼっちのあいつ』で、レノン（演 : アーロン・テイラー＝ジョンソン）がマッカートニー（演 : トーマス・ブロディ＝サングスター）に聴かせるために、オープンリール方式テープレコーダに録音するシーンで使用された。歌唱・演奏はジョンソンによるもの。